# Пищенко, Николай Тимофеевич
Николай Тимофеевич Пищенко (Коля Пищенко) (1844 — не ранее 1866) — юный герой обороны Севастополя 1854—1855 годов.

## Из биографии
Коля был сыном матроса 2-й статьи 37-го флотского экипажа Черноморского флота Тимофея Пищенко, который служил комендором на батарее Забудского (около 5-го бастиона). Мальчик находился при отце на батарее с самого начала обороны Севастополя. Он подавал отцу пушечные снаряды. 27 марта 1855 года его отец погиб в бою, однако сын продолжал помогать защитникам крепости отражать вражеские атаки. Мальчик воевал на редуте Шварца, где совершенствовался в артиллерийской стрельбе. Вскоре он приобрёл опыт и стал славиться зорким глазом и исключительной точностью огня. За время обороны ни разу не был ранен. За меткость огня был награждён серебряной медалью «За храбрость» и Георгиевским крестом.
По окончании военных действий Коля Пищенко, будучи всего 13-летним мальчиком, имел уже 11-летний стаж боевой службы, так как при обороне Севастополя месяц службы засчитывался за год, а также чин унтер-офицера. Он был переведён на Балтийский флот, в школу кантонистов Гвардейского экипажа. В 1866 году был уволен со службы в возрасте 22 лет, за выслугу лет.
Дальнейшая судьба неизвестна.

## Память
22 декабря 1954 года в Севастополе улицу Пятнадцатую переименована в улицу Коли Пищенко . На доме № 22 установлена аннотационная доска.
Писатель Михаил Лезинский написал о Коле Пищенко книгу «Сын бомбардира».
Из книги Шавшина В. Г. «Бастионы Севастополя»:
"…вместе с матросом 2 статьи 37-го флотского экипажа Тимофеем Пищенко сражался его десятилетний сын Николай. 27 марта 1855 г. отец погиб. Коля попросил разрешения перейти на редут Шварца, состоять при кегорновых мортирах. По свидетельству очевидца: «Это самый знаменитый громовой редут нашей второй линии, от него очень близки неприятельские батареи, а траншея всего только в шагах 70-80. Из этой траншеи французы бросают в редут из небольших мортирок небольшие же бомбы и гранаты (1/4-1/2 пудового калибра), причиняющие нам очень большие потери. С нашей стороны на редуте действуют в неприятельскую траншею девять тоже маленьких кегорновых мортир, также не любящих шутить во французской траншее». Находясь при них безотлучно день и ночь и подвергаясь постоянным опасностям, Коля Пищенко, несмотря ни на какие убеждения, не хотел расставаться с означенными мортирами, говоря: «Маркелами заведую, при них и умру».

Один из участников обороны писал: «Он мстит врагам за смерть своего отца и бомбы Николкиной батареи в неприятельской траншее страшнее и гибельнее пушек великанов. Можно долго любоваться Николкой, когда он с фитилем в руках беспрестанно снует от одной мортирки к другой, ловко прикладывая фитиль к затравке, его дядька, старый служивый моряк-артиллерист, не поспевает заряжать за ним».